# Inquisition Symphony
Inquisition Symphony je studiové album od finské kapely Apocalyptica. Kromě cover verzí slavných metalových skupin obsahuje tři vlastní skladby, jejichž autorem je Eicca Toppinen.

## Seznam skladeb
1. „Harmageddon“ (Toppinen) - 4:58
2. „From Out Of Nowhere“ (Faith No More) - 3:13
3. „For Whom The Bell Tolls“ (Metallica) - 3:13
4. „Nothing Else Matters“ (Metallica) - 4:47
5. „Refuse/Resist“ (Sepultura) - 3:15
6. „M.B.“ (Metal Boogie) (Toppinen) - 4:00
7. „Inquisition Symphony“ (Sepultura) - 4:59
8. „Fade To Black“ (Metallica) - 5:03
9. „Domination“ (Pantera) - 3:33
10. „Toreador“ (Toppinen) - 4:24
11. „One“ (Metallica) - 5:44